# Соха, Джон
Джон Со́ха-Лейало́ха (англ. John Socha-Leialoha; род. 1958) — американский разработчик программного обеспечения, наиболее известный как создатель Norton Commander, первого ортодоксального файлового менеджера. Оригинальный Norton Commander был написан для DOS. Дизайн управления файлами, предложенный Соха, впоследствии многократно расширялся и клонировался.
Джон вырос в лесах Висконсина, получил степень бакалавра наук в области электротехники в Висконсинском университете в Мадисоне и докторскую степень по прикладной физике в Корнеллском университете. В настоящее время проживает в Белвью, штат Вашингтон, со своей женой. Его сын, Джон Ави, является выпускником Вашингтонского университета.
С сентября 2010 года Джон официально начал работать в Microsoft.

## Самостоятельная работа
В ранние дни IBM PC Джон Соха вёл колонку в ныне не существующем журнале Softalk, где публиковал такие программы, как ScrnSave, KbdBuffer (расширение буфера клавиатуры) и Whereis (поиск файлов на жёстком диске).
ScrnSave считается первой программой-хранителем экрана (скринсейвером). Джон Соха также ввёл термин screen saver (хранитель экрана). Встроенный хранитель экрана (ночное небо со звёздами) был одной из самых отличительных особенностей Norton Commander, наряду с двухпанельным синим экраном.
Когда Peter Norton Computing была приобретена Symantec в 1990 году, Джон Соха ушёл, чтобы основать собственную компанию Socha Computing Inc. Компания разработала пакет дополнений Microsoft Plus! для Windows 95, хранители экрана для Windows 98 и две мини-игры для видеоигры 1996 года Muppets Inside. В августе 1997 года Socha Computing была приобретена компанией Asymetrix.
С октября 2003 года Джон посвятил себя своему давнему хобби — железнодорожному моделизму. Он является сооснователем компании New Rail Models.
В декабре 2004 года Джон Соха стал соавтором статьи Optimize Your Pocket PC Development with the .NET Compact Framework для журнала MSDN Magazine.

## Norton Commander
Я начал работу над тем, что впоследствии стало известно как Norton Commander, осенью 1984 года, когда я ещё был аспирантом по прикладной физике в Корнеллском университете. Первые версии были полностью написаны на ассемблере, но это отнимало слишком много времени, поэтому я вскоре перешёл на сочетание C и ассемблера, в то время как большинство «настоящих программистов» не прикасались к C.
...
В то время я называл его Visual DOS, с аббревиатурой VDOS вместо обычных двухбуквенных сокращений, использовавшихся тогда. Сама программа была вдохновлена несколькими совпавшими факторами. У меня был контракт на написание нескольких книг для Microsoft Press, и я действительно провёл некоторое время в Белвью, штат Вашингтон, работая на месте. Я брал двухмесячный отпуск из аспирантуры и писал книгу.
...
Вторая книга должна была стать сборником небольших утилит, подобных тем, что я писал для журнала Softalk (такие как whereis, scrnsave и т. д.), но я так и не закончил её писать, потому что одна маленькая утилита зажила своей жизнью.Джон Соха, о своей работе над NC
Джон Соха продолжил работу над своей программой VDOS после того, как присоединился к Peter Norton Computing в качестве их первого директора по исследованиям и разработкам. В 1986 году программный продукт был выпущен под названием Norton Commander.
Соха также руководил командой разработчиков Norton Utilities для компьютерной платформы Macintosh.
Джон написал ряд технических книг, изданных под именем Питера Нортона, включая бестселлер Peter Norton's Assembly Language Book (ISBN 0-13-661901-0). Также является соавтором книги Teach Yourself... Visual Basic 5 (издательство MIS Press) совместно с Дэном Рамелом (англ. Dan Rahmel) и Деврой Холл (англ. Devra Hall).

## Другая деятельность
У Джона много других проектов, включая контроллеры для моделей поездов и разработку мобильных приложений.
Джон ведёт YouTube-канал, на котором он обсуждает мелкосерийную обработку на станках с ЧПУ и технологии литья под давлением.
Джон — частный пилот и владеет самолётом «Дейзи» (англ. Daisy), который фигурирует в книгах Ричарда Баха.